# Scaled Composites
Scaled Composites (sovint anomenat simplement Scaled) és una empresa aeroespacial creada per Burt Rutan i que actualment pertany a Northrop Grumman ubicada al Mojave Air and Space Port, Mojave (Califòrnia), EUA. Va ser fundada per desenvolupar aeronaus experimentals, l'empresa se centra ara en el disseny i el desenvolupament de naus i processos de fabricació de prototips per a aeronaus i altres vehicles. És conegut per dissenys poc convencionals, pel seu ús de compòsits no metàl·lics, i per guanyar el Premi Ansari X amb la seva nau espacial experimental SpaceShipOne.
El programa Tier 1b estava destinat a ser un desenvolupament evolutiu de programa antecessor Tier One, que va venir després de guanyar el Premi Ansari X en 2004 sobre el concurs de demostració del vol espacial celebrat per la X-Prize Foundation.
Els components de maquinari primaris de Tier 1b són l'aeronau transportadora White Knight Two i l'avió espacial suborbital SpaceShipTwo, l'últim dels quals va ser, a l'abril de 2013, s'espera que comencés a fer vols pels turistes espacials a altituds suborbitals en 2014.
Es van realitzar una sèrie de projeccions anteriors per als vols a alçada espacial en la dècada de 2000 i principis de la de 2010.